# کول تپه جهان دیز
کول تپه جهان دیز مربوط به  دوره پارت - دوره ساسانی است و در شهرستان میانه، بخش کندوان، دهستان کندوان، ۱/۵ کیلومتری ضلع شمال روستای جهان دیز واقع شده و این اثر در تاریخ ۸ بهمن ۱۳۸۵ با شمارهٔ ثبت ۱۶۹۸۴ به عنوان یکی از آثار ملی ایران به ثبت رسیده است.